# Test Levene’a jednorodności wariancji
Test Levene’a jednorodności wariancji – test statystyczny stosowany do weryfikacji, czy wariancja w badanych próbach jest równa. Równość wariancji w poszczególnych próbach jest nazywana jednorodnością wariancji. Niektóre statystyczne procedury, np. analiza wariancji, zakładają jednorodność wariancji pomiędzy badanymi próbami. Test Levene’a służy sprawdzeniu, czy faktycznie założenia konieczne do przeprowadzenia analizy wariancji są spełnione.
Pomysłodawcą testu był Howard Levene, który przedstawił zarys tego pomysłu w publikacji z 1960 r. pt. Robust Tests for Equality of Variances (s. 278-292) będącą częścią książki "Contributions to Probability and Statistics: Essays in Honor of Harold Hotelling". Pomysł Levene’a rozwinęli M.B. Brown i A.B. Forsythe w 1974 r. tworząc test Browna-Forsythe’a.